# Tekoa
Tekoa (hebrejsky תְּקוֹעַ, podle biblické lokality – například Kniha Ámos 1,1 „Slova Amosova, kterýž byl mezi pastýři z Tekoa“, v oficiálním přepisu do angličtiny Teqoa) je izraelská osada typu společná osada (jišuv kehilati) na Západním břehu Jordánu v distriktu Judea a Samaří a v Oblastní radě Guš Ecion.

## Geografie
Nachází se v nadmořské výšce 675 metrů v severní části Judska a ve východní části Judských hor. Tekoa leží cca 6 kilometrů jihovýchodně od města Betlém, cca 13 kilometrů jižně od historického jádra Jeruzalému a cca 63 kilometrů jihovýchodně od centra Tel Avivu. Osada Tekoa je na dopravní síť Západního břehu Jordánu napojena pomocí místní komunikace, která pak na severu ústí do lokální silnice číslo 356.
Tekoa je součástí rozptýlené sítě menších izraelských sídel ve východní části Guš Ecion poblíž starověké pevnosti Herodium. Od sousední osady Nokdim je Tekoa oddělena hlubokým kaňonem Nachal Tekoa. Jižním a východním směrem začíná prakticky neosídlená Judská poušť, na severní a východní straně se rozkládají četná palestinská sídla včetně města Tuqu', které ve svém názvu uchovává jméno biblické Tekoy.

## Dějiny
Tekoa leží na Západním břehu Jordánu, jehož osidlování bylo zahájeno Izraelem až po jeho dobytí izraelskou armádou, tedy po roce 1967.
Byla založena roku 1977. Už v červnu 1975 zde vznikla osada typu Nachal, tedy kombinace vojenského a civilního osídlení zvaná Nachal Tekoa (Nahal Teqoa). 29. června 1976 to potvrdila izraelská vláda. 20. října 1977 pak vláda souhlasila s proměnou osady na ryze civilní sídlo. K tomu došlo v listopadu 1977.
Ve vesnici funguje šest synagog. Část obyvatelstva ze zabývá organickým zemědělstvím (deset rodin). K dispozici jsou dva obchody se smíšeným zbožím.
Územní plán obce umožňuje výhledovou výstavbu 750 bytových jednotek (zatím realizováno přes 300) a v další fázi dalších 165 bytů (ty zatím nerealizovány). Obec je napojena na pravidelnou autobusovou dopravu do Jeruzalému. V Tekoa sídlí ješiva (Hesder Ješiva) se 140 studenty, která kombinuje náboženské vzdělání s vojenskou přípravou. Ve vesnici jsou k dispozici zařízení předškolní péče o děti a také náboženská základní škola.
Zastavěné území obce expanduje formou zakládání izolovaných satelitních skupin domů. V lednu 2001 takto vznikla cca 1 kilometr jižním směrem skupina Tekoa Bet a Tekoa Gimel (k roku 2007 se 120 obyvateli) a v lednu 2002 ještě dále na jihu Tekoa Dalet (k roku 2007 tam žilo 50 lidí). Zástavba v Tekoa Bet a Tekoa Gimel má trvalý charakter a prodávají se tu pozemky na výstavbu zděných domů. Oproti tomu Tekoa Dalet podle vládní zprávy z doby okolo roku 2006 sestávala z 18 mobilních karavanů a dalších provizorních domů. Žilo v ní 12 rodin.
Počátkem 21. století nebyla Tekoa pro svou izolovanou polohu ve vnitrozemí Západního břehu Jordánu stejně jako téměř celá oblast východního Guš Ecion zahrnuta do bezpečnostní bariéry.
9. května 2001 během druhé intifády byli poblíž osady nalezeni v jeskyni dva místní chlapci, kteří byli ukamenováni Palestinci. 20. září 2001 došlo poblíž Tekoa k útoku na automobil, při kterém byl zabit jeden obyvatel sousední osady Nokdim. K akci se přihlásilo hnutí Fatah. Při podobném útoku 25. února 2002 zemřeli na cestě mezi Tekoa a Nokdim dva lidé. K útoku se přihlásily Brigády mučedníků Al-Aksá.

## Demografie
Obyvatelstvo Tekoa je v databázi rady Ješa popisováno jako smíšené, tedy složené ze sekulárních i nábožensky založených Izraelců. Podle údajů z roku 2014 tvořili naprostou většinu obyvatel Židé (včetně statistické kategorie "ostatní", která zahrnuje nearabské obyvatele židovského původu ale bez formální příslušnosti k židovskému náboženství).
Jde o menší obec vesnického typu s dlouhodobě silně rostoucí populací. K 31. prosinci 2014 zde žilo 3200 lidí. Během roku 2014 populace stoupla o 16,3 %.
| Rok            | 1983 | 1985 | 1986 | 1987 | 1988 | 1989 | 1990 | 1991 | 1992 | 1993 | 1994 | 1995 | 1996 | 1997 | 1998 | 1999 | 2000 |
| -------------- | ---- | ---- | ---- | ---- | ---- | ---- | ---- | ---- | ---- | ---- | ---- | ---- | ---- | ---- | ---- | ---- | ---- |
| Počet obyvatel | 188  | 279  | 303  | 360  | 372  | 400  | 474  | 558  | 630  | 714  | 776  | 813  | 825  | 869  | 906  | 948  | 980  |

| Rok            | 2001 | 2002  | 2003  | 2004  | 2005  | 2006  | 2007  | 2008  | 2009  | 2010  | 2011  | 2012  | 2013  | 2014  |
| -------------- | ---- | ----- | ----- | ----- | ----- | ----- | ----- | ----- | ----- | ----- | ----- | ----- | ----- | ----- |
| Počet obyvatel | 998  | 1 040 | 1 116 | 1 179 | 1 243 | 1 343 | 1 455 | 1 635 | 1 596 | 1 806 | 2 156 | 2 518 | 2 752 | 3 200 |